# Premi al millor manga d'autoria espanyola del Saló del Manga de Barcelona
El Premi al millor manga d'autoria espanyola del Saló del Manga de Barcelona és un guardó anual concedit per Ficomic durant el Saló de Manga de Barcelona que té per objectiu premiar el millor manga nacional de l'any publicat a l'estat espanyol. El premi es va concedir per primera vegada el 2008, a la 14a edició del Saló del Manga de Barcelona, i s'ha entregat ininterrompudament des d'aleshores.
El premi no té dotació econòmica i s'atorga per votació popular mitjançant la pàgina web de Ficomic, en la qual tothom hi pot emetre un vot. A les primeres edicions, Ficomic anunciava directament el guanyador de la votació popular. Més endavant, es va introduir un sistema de votació a dues voltes amb el qual de la primera votació en resultava elegida una llista de tres nominats. A la segona votació es determina el guanyador per votació popular.

## Palmarès

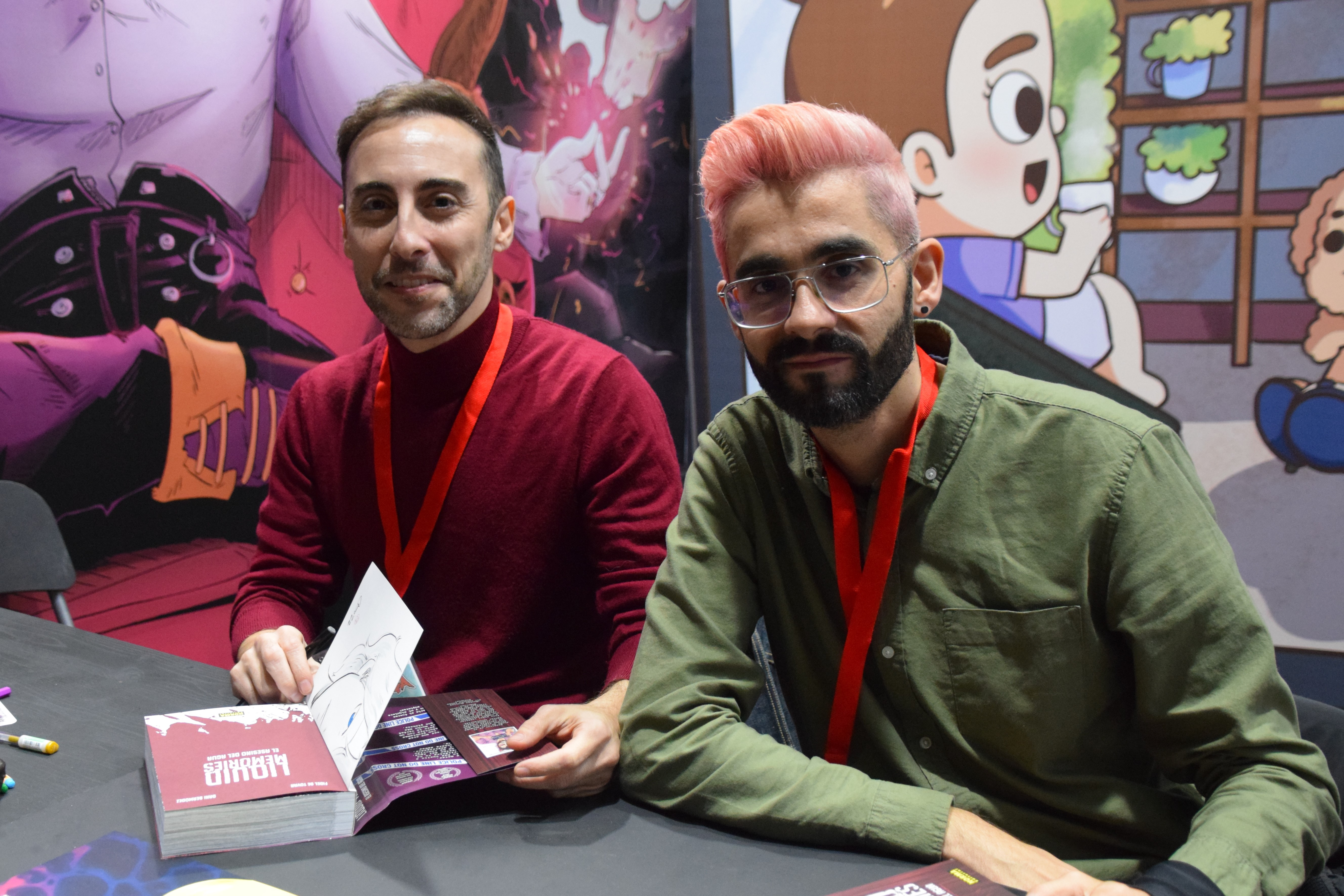
Els multiguardonats autors Fidel de Tovar i Dani Bermúdez, (28 Manga Barcelona, 2022).

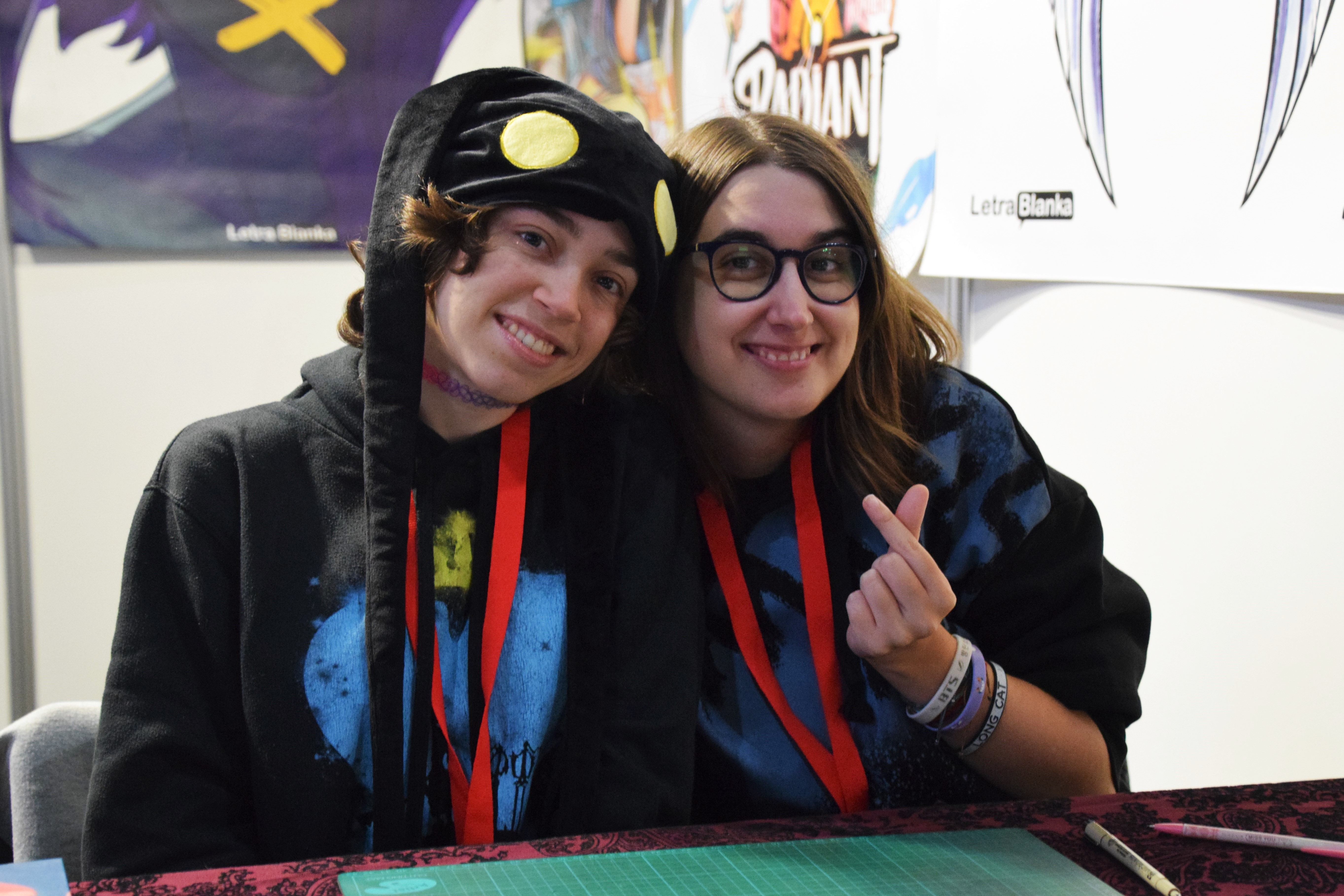
Ran i Kurohaine, nominades en tres ocasions pel manga Urara, (29 Manga Barcelona, 2023).

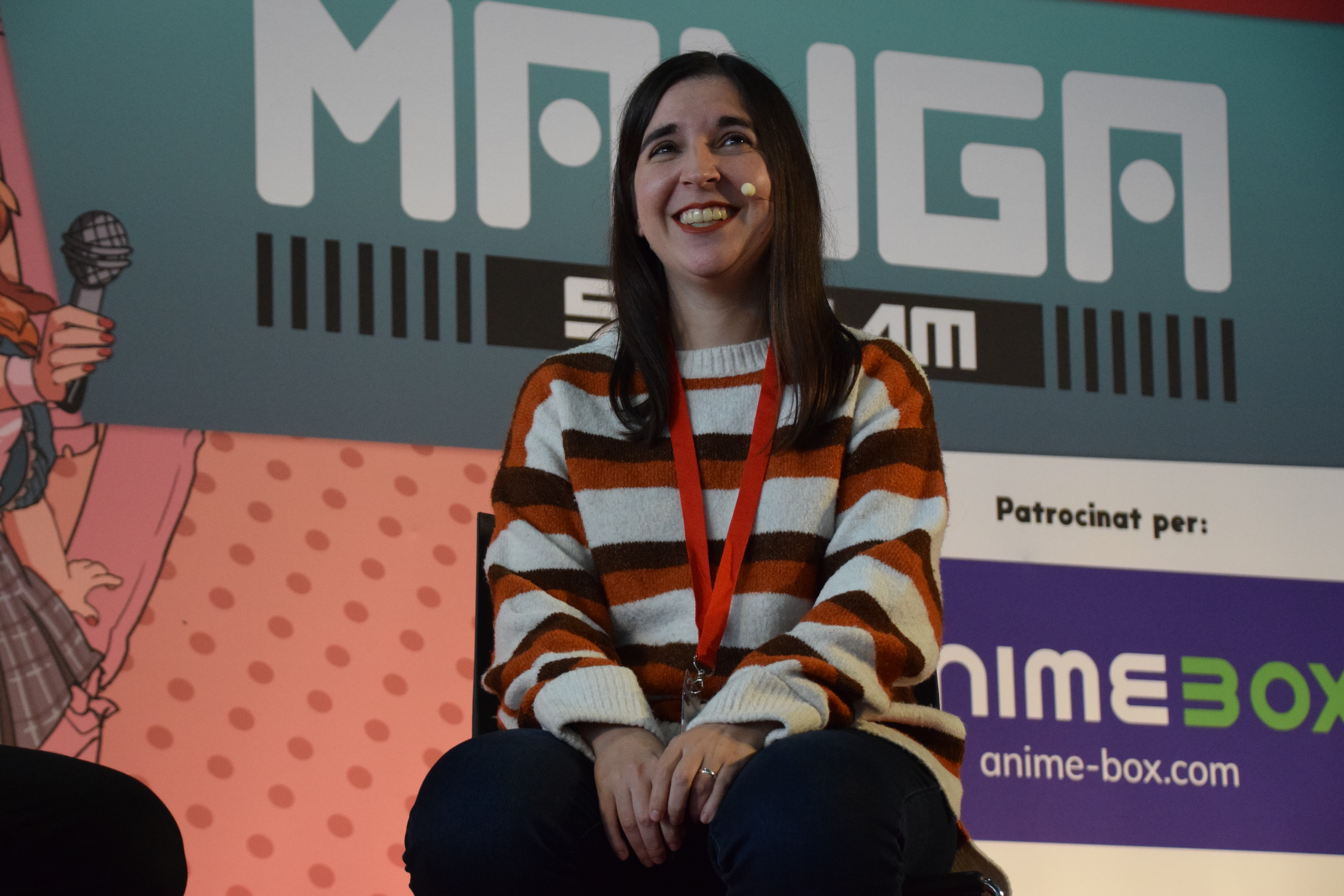
Ana C. Sánchez, guanyadora del 2023 pel manga Limbo (Planeta Comic), (29 Manga Barcelona, 2023).

| Any                                   | Títol                               | Autor                         | Editorial         |
| ------------------------------------- | ----------------------------------- | ----------------------------- | ----------------- |
| 2008                                  | Himawari                            | Belén Ortega                  | Line Manga        |
| 2009                                  | No te escondas                      | Laura Bartolomé (Dorianne)    | Now Evolution     |
| 2010                                  | 5 elementos                         | Jesulink                      |                   |
| 2011                                  | Dos espadas                         | Kenny Ruiz                    | Glénat            |
| 2012                                  | Mala estrella 2. The second station | Henar Torinos                 | Ediciones Babylon |
| 2013                                  | Bakemono                            | Xian Nu Studio                | EDT               |
| 2014                                  | El Diari de Chiharu                 | Chou darck                    | Nowevolution      |
| 2015                                  | Corazón de Melón                    | Xian Nu (Laura i Irene)       | Fandogamia        |
| 2016                                  | Dragon Fall                         | Nacho Fernández, Álvaro López | Dolmen Editorial  |
| 2017                                  |                                     |                               |                   |
| Tabú                                  | Marta Coca                          | Ediciones Imagion             |                   |
| Chan Prin                             | Xian Nu Studio                      | Ediciones Babylon             |                   |
| Infinity: Outrage                     | Kenny Ruiz, Víctor Santos           | Corvus Belli                  |                   |
| 2018                                  |                                     |                               |                   |
| Arashiyama, la montaña de los deseos  | Dani Bermúdez, Fidel de Tovar       | Norma                         |                   |
| 5 Elementos                           | Jesulink                            | Loftur Studio                 |                   |
| Dorita                                | Cristian Timoneda, Iván Roca        | Fandogamia Editorial          |                   |
| 2019                                  |                                     |                               |                   |
| Liquid Memories - El asesino del agua | Dani Bermúdez, Fidel de Tovar       | Norma                         |                   |
| Reboot                                | Manu López                          | Norma                         |                   |
| Zinzyde                               | Klaux                               | Fandogamia                    |                   |
| 2020                                  |                                     |                               |                   |
| Urara                                 | Ran, Kurohaine                      | Letrablanka                   |                   |
| Wing                                  | Senshiro                            | Planeta                       |                   |
| La Historia del Manga                 | Marc Bernabé, Marian Company        | Planeta                       |                   |
| 2021                                  |                                     |                               |                   |
| Urara                                 | Ran, Kurohaine                      | LetraBlanka                   |                   |
| Alter Ego                             | Ana C. Sánchez                      | Planeta                       |                   |
| Gryphoon                              | Luis Montes                         | Planeta                       |                   |
| 2022                                  |                                     |                               |                   |
| El tiempo de los tres                 | Dani Bermúdez, Fidel de Tovar       | Norma                         |                   |
| Backhome                              | Sergio Hernández i Toni Caballero   | Planeta Comic                 |                   |
| Chan Prin                             | Xian Nu Studio                      | Ediciones Babylon             |                   |
| 2023                                  |                                     |                               |                   |
| Limbo                                 | Ana C. Sánchez                      | Planeta Comic                 |                   |
| Okasaan                               | Joan C.                             | Norma                         |                   |
| Urara vol. 3                          | Ran i Kurohaine                     | Letrablanka Editorial         |                   |
| 2024                                  |                                     |                               |                   |
| Demon Quest                           | Enkaru                              | Fandogamia                    |                   |
| Prodigy                               | Alhana Puerta / Clara Martínez      | Arechi                        |                   |
| La flor de otro jardín                | Paloma Costa                        | Arechi                        |                   |